# Paspalum intermedium
Paspalum intermedium är en gräsart som beskrevs av William Munro och Thomas Morong. Paspalum intermedium ingår i släktet tvillinghirser, och familjen gräs. Inga underarter finns listade i Catalogue of Life.